# Mèo Savannah
Mèo Savannah là một giống mèo lai, nó là kết quả lai giống giữa một con Linh miêu đồng cỏ và một con mèo nhà.

## Đặc điểm ngoại hình và kỹ thuật chăm sóc

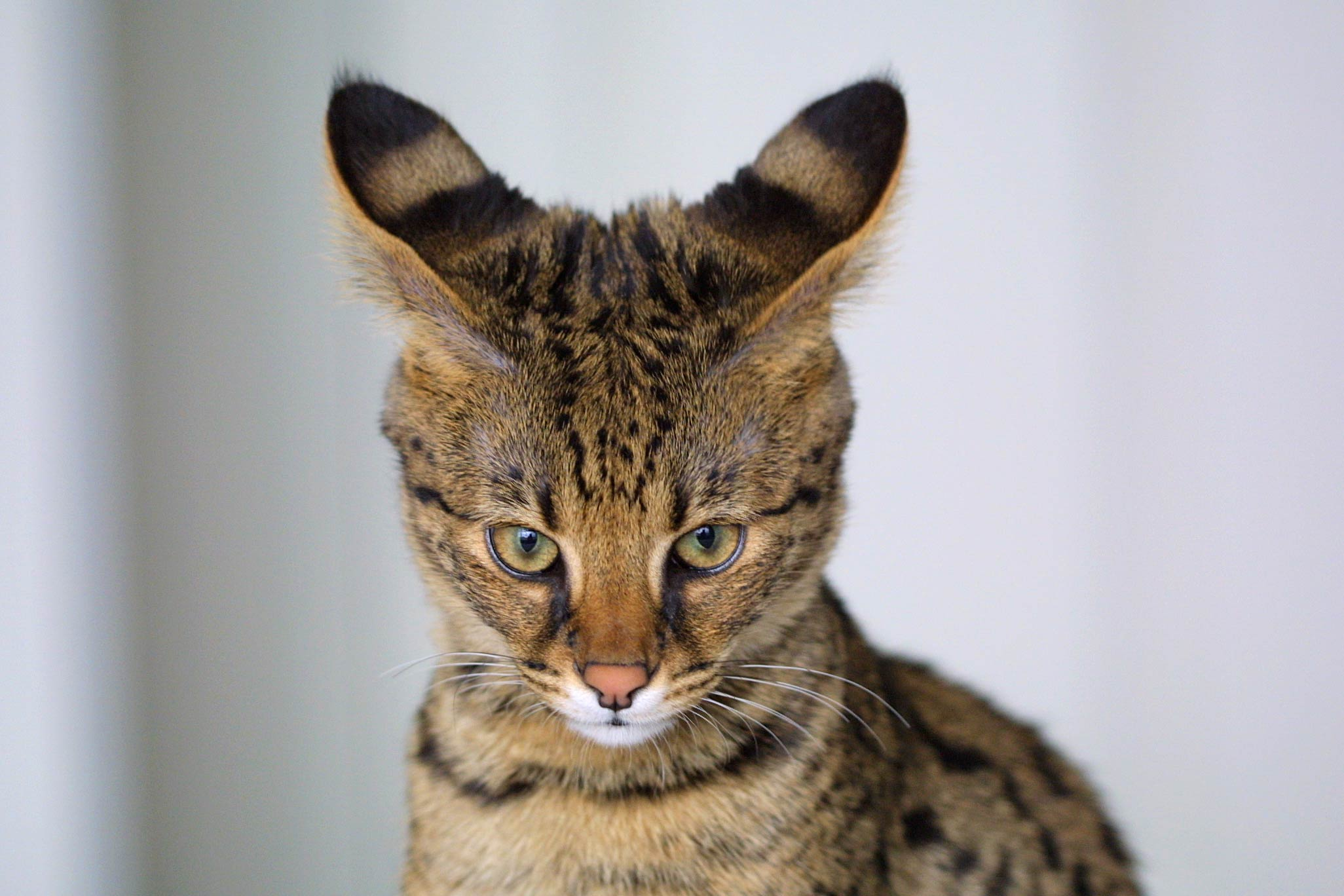
Cận cảnh cho thấy hạt mỡ sau tai và dấu vết nước mắt dưới mắt trên một con mèo Savannah F1 bốn tháng tuổi

Thân hình cao và mảnh khảnh của mèo Savannah khiến chúng có kích thước lớn hơn trọng lượng thực của chúng. Kích thước phụ thuộc rất nhiều vào thế hệ và giới tính, với mèo F1 đực thường là con lớn nhất.
Thế hệ F1 và F2 thường là lớn nhất, do ảnh hưởng di truyền mạnh hơn của tổ tiên linh miêu đồng cỏ châu Phi. Cũng như những giống mèo lai khác như mèo Chausie và mèo Bengal, hầu hết mèo thế hệ đầu tiên sẽ sở hữu nhiều đặc điểm kỳ lạ của mèo rừng, trong khi những đặc điểm này thường giảm dần ở các thế hệ sau. Những con Savannah đực có xu hướng lớn hơn những con cái.
Mèo Savannah thế hệ đầu có thể nặng từ 8 đến 23 kg với trọng lượng lớn nhất thường được quy cho các con đực F1 hoặc F2 trung tính do di truyền. Những con Savannah thế hệ sau thường nặng từ 2,5 đến 8 kg. Do các yếu tố ngẫu nhiên trong di truyền học của Savannah, kích thước có thể thay đổi đáng kể, ngay cả trong một lứa.
Bộ lông của Savannah phải có hoa văn đốm – hoa văn duy nhất được tiêu chuẩn giống TICA chấp nhận. Các mẫu và màu sắc không chuẩn bao gồm hoa văn, đá cẩm thạch, màu tuyết (điểm), màu xanh lam, màu quế, màu sô cô la, màu hoa cà (hoa oải hương) và các màu pha loãng khác có nguồn gốc từ nguồn gen di truyền lông mèo trong nước.
Tiêu chuẩn giống của TICA chỉ gọi mướp đốm nâu (nâu từ lạnh đến ấm, nâu vàng hoặc vàng với những đốm đen hoặc nâu sẫm), mướp đốm bạc (lông bạc với những đốm đen hoặc xám đậm), đen (đen với những đốm đen), và khói đen (bạc pha đen có đốm đen) mà thôi.
Các phép lai xa trong nước từ những ngày đầu của những năm 1990 đã ảnh hưởng rất nhiều đến sự phát triển của giống chó này cả về tính trạng mong muốn và không mong muốn. Tính đến năm 2012, hầu hết các nhà lai tạo thực hiện ghép đôi Savannah-to-Savannah; sử dụng các phép lai xa được coi là ít hơn mong muốn. Hiện nay, không còn bất kỳ phép lai nội địa nào được phép cho giống Savannah nữa khi đã đạt được danh hiệu vô địch TICA. Các phép lai nội địa trước đây đối với giống Savannah đã được phép ở TICA là mèo Mau Ai Cập, mèo Ocicat, mèo lông ngắn phương Đông và mèo lông ngắn Anh.
Các phép lai "không thể chấp nhận được" theo các giống tiêu chuẩn của giống TICA bao gồm mèo Bengal và mèo Maine Coon. Những giống mèo không được chấp nhận này có thể mang lại nhiều ảnh hưởng di truyền không mong muốn. Con lai hiếm khi được sử dụng kể từ năm 2012, vì nhiều con đực Savannah màu mỡ có sẵn để lấy đinh tán. Các nhà lai tạo thích sử dụng một giống Savannah hơn là một giống không phải Savannah, với linh miêu đồng cỏ để tạo ra các F1 nhằm duy trì nhiều loại giống nhất có thể.
Vẻ ngoài kỳ lạ của Savannah thường là do sự hiện diện của nhiều đặc điểm linh miêu đồng cỏ khác nhau. Nổi bật nhất trong số này bao gồm các dấu màu khác nhau; cao, khum sâu, tai rộng, tròn, dựng; chân rất dài; mũi tẹt, ngấn mỡ; và đôi mắt trùm đầu. Cơ thể của Savannah dài và chân; khi Savannah đứng, đầu sau của nó thường cao hơn vai nổi bật của nó. Đầu nhỏ cao hơn rộng, mèo có chiếc cổ dài và mảnh mai. Mặt sau của tai có ocelli - dải sáng trung tâm được bao quanh bởi màu đen, xám đậm hoặc nâu, tạo hiệu ứng giống như mắt. Đuôi ngắn có các vòng đen, đầu nhọn màu đen. Mắt có màu xanh lam ở mèo con (cũng như ở những con mèo khác), và có thể có màu xanh lục, nâu, vàng hoặc một màu pha trộn ở con trưởng thành. Đôi mắt có hình dạng "boomerang", với lông mày trùm đầu để bảo vệ chúng khỏi ánh nắng gay gắt. Lý tưởng nhất là các dấu hiệu "vệt nước mắt" hoặc "vết rách của loài báo" màu đen hoặc sẫm chạy từ khóe mắt xuống hai bên mũi cho đến râu, giống như dấu hiệu của loài báo gêpa.

## Lịch sử
Mèo Savannah là kết quả của sự phối giống giữa một con mèo nhà và một linh miêu đồng cỏ, một giống mèo có kích thước trung bình và có đôi tai lớn. Việc phối giống với các giống bất thường trở nên phổ biến trong số các nhà lai tạo vào cuối những năm 1990 và vào năm 2001 Hiệp hội Mèo Quốc tế (TICA) đã công nhận Mèo Savannah như một giống mèo, được đăng ký mới. Vào tháng 5 năm 2012, TICA đã chấp nhận giống này thuộc đẳng cấp "giống vô địch".
Judee Frank đã lai tạo một con linh miêu đồng cỏ đực, thuộc về Suzi Woods, với một con mèo Xiêm (mèo nhà) để sinh sản nên con mèo Savannah đầu tiên (có tên là Savannah) vào ngày 7 tháng 4 năm 1986. Năm 1996, Patrick Kelley và Joyce Sroufe đã viết phiên bản gốc của tiêu chuẩn giống Savannah và trình bày nó cho hội đồng của Hiệp hội Mèo Quốc tế. Năm 2001, hội đồng quản trị chấp nhận giống đăng ký.

## Luật sở hữu
Luật pháp lý về quyền sở hữu của mèo Savannah ở Hoa Kỳ thay đổi theo tiểu bang. Phần lớn các bang dùng mã số do Bộ nông nghiệp Hoa Kỳ quy định. Một số bang đã đặt ra nhiều luật hạn chế hơn về quyền sở hữu mèo lai, bao gồm Hawaii, Massachusetts, Texas và Georgia. Một số thành phố có thể có luật khác với tiểu bang. Ví dụ, mèo Savannah từ thế hệ thứ năm trở đi, tính từ thế hệ thứ nhất là linh miêu đồng cỏ được phép được sở hữu ở bang New York, nhưng không được phép ở thành phố New York.